# A parfüm: Egy gyilkos története (film)
A parfüm: Egy gyilkos története (Perfume: The Story of a Murderer) 2006-ban bemutatott filmdráma Tom Tykwer rendezésében Patrick Süskind azonos című regénye alapján.

## Cselekmény
A történet középpontjában egy különös fiatalember áll, a 18. század Párizsában megszülető Jean-Baptiste Grenouille, akit bámulatos tehetsége a szagok érzékeléséhez és saját szagának megmagyarázhatatlan hiánya kívülállóvá tesz a társadalomból. A gazdag érzékelési világ, amit egyedül ő birtokol, megszállottá teszi, egyetlen életcéljává a tökéletes illat megőrzése válik: a gyönyörű, fiatal lányok bőrének illata.
Grenouille árván nő fel Párizsban. Egy napon egy fiatal nő illata magával ragadja, ezért követni kezdi. Mikor a lány megfordul és maga mögött találja az illatát magába szívó Grenouille-t, ijedtében sikoltani akar, de a férfi elnémítja, s véletlenül meg is öli. Röviddel ezután komoly csalódás éri, mivel a frissen felfedezett csodálatos illat gyorsan elillan a lány testéről. Hamarosan munkát kap egy parfümboltban, miután bizonyosságot tesz intuitiv parfümkészítési képességéről. Kérésére munkaadója kitanítja az illatok tartósítására. További képzés céljából Grasse városába utazik a két lábán, s azt követően, hogy megtanul egy új módszert a szagok megőrzésére, megöl 13 fiatal lányt, majd illatukat sikeresen konzerválja. Az illatok folyékony kivonatát minden alkalommal egy-egy apró üvegcsébe tölti.
Grasse elöljárói nem tudnak mit kezdeni a ténnyel, hogy noha a holttesteket meztelenül találták meg, erőszaknak nincs nyoma rajtuk. Épp mikor az utolsó lány illatával elkészül a parfüm, Grenouille-t elfogják, majd halálra ítélik.
Az őrök a cellájába jönnek, hogy a város terére hurcolják, ahol a kivégzésre az egész lakosság összegyűlt. Mielőtt megragadnák, Grenouille kinyitja a parfümöt. Röviddel ezután a térre befut egy hintó, s Grenouille száll ki belőle elegáns ruhában. Felsétál a kivégzőporondra, ahol a hóhér az illatát megérezve képtelen bűnösnek gondolni, s az egész város csatlakozik hozzá. Az emberek a parfüm földöntúli illatának hatására levetik ruhájukat és szeretkezni kezdenek a téren. Később, mikor magukhoz térnek mámorukból, zavarban érzik magukat, s közös megegyezéssel örökre elfeledik a történteket, majd egy ártatlan embert vádolnak meg a gyilkosságokkal, elítélik és felakasztják.
Ezalatt Grenouille maga mögött hagyja Grasse-t és visszatér Párizsba. Ráébred, hogy még a megalkotott parfüm illata sem képes segíteni abban, hogy szeressen és hogy szeressék. Párizsban egy csoport hajléktalan előtt a megmaradt parfümöt a fejére csorgatja. Az emberek megbabonázva gyűlnek köréje. Egyre többen lesznek, mígnem teljesen elnyelik Grenouille-t, s csupán a ruháját és az üres üvegcsét hagyják hátra az utcán.

## Főbb szereplők
| Szereplő | Színész (magyar hang)             |
| --- | --------------------------------- |
| Jean-Baptiste Grenouille Egy fiatal férfi saját szag nélkül, de fenséges illatérzékkel megáldva. Rendkívül antiszociális és megszállott.               | Ben Whishaw (Miller Zoltán)       |
| Giuseppe Baldini Egykor nagy népszerűségnek örvendő parfümkészítő, aki alkalmazza műhelyében Grenouille-t. Megtanítja őt a parfümkészítés fortélyaira. | Dustin Hoffman (Tahi Tóth László) |
| Antoine Richis Laure Richis apja. Nagyon félti lányát, de nehezére esik megvédenie őt.                                                                 | Alan Rickman (Szersén Gyula)      |
| Laure Richis A nagyhatalmú Antoine Richis leánya és Grenouille figyelmének tárgya. A fiatalember úgy érzi, Laure illatával beteljesedik gyűjteménye.   | Rachel Hurd-Wood (Csondor Kata)   |

## Érdekességek
- Stanley Kubrick egyszer azt mondta, hogy a regény megfilmesíthetetlen.[1]
- Ridley Scottnál volt a projekt évekkel azelőtt, hogy végül megindultak az előkészületek. Tim Burton neve is felmerült rendezőként.
- Martin Scorsesét is érdekelte a feladat, de ugyanarra a megállapításra jutott, mint Kubrick – a regény adaptálhatatlan.
- Bernd Eichinger évek óta el akarta készíteni a filmet, ám Patrick Süskind nem volt hajlandó eladni neki a megfilmesítési jogokat. Csak 2001-ben döntött másképp, s így tíz millió eurót kapott érte.
- 2006-tal bezárólag A parfüm a német filmgyártás legdrágább produkciója.
- Héloïse Adam meghallgatáson vett részt Madame Arnulfi szerepéért.
- Mivel a filmzene megkomponálása ugyanakkor kezdődött, mint a forgatókönyv megírása, a zene kezdeti változatai igen hamar, a forgatás kezdetekor már elérhetőek voltak, így az a korábban elő nem fordult helyzet állt elő, hogy forgatás közben a filmzenét hallgathatták. Ebből Whisaw ihletet merített egy sokkalta aprólékosabb szerepformáláshoz.
- A barcelonai szabadtéri Poble Espanyol múzeum Plaça Major tere szolgált a filmben Grasse városának teréül.
- A film bevétele már azelőtt elérte a 100 millió dollárt, hogy az Amerikai Egyesült Államokban bemutatták.
- A főszereplő vezetékneve magyar nyelven annyit tesz, béka.

## Díjak és jelölések
Európai Filmdíj (2007)
- díj: legjobb operatőr – Frank Griebe
- jelölés: legjobb színész – Ben Whishaw
- jelölés: legjobb zeneszerző – Reinhold Heil, Johnny Klimek, Tom Tykwer